# American Physiological Society
L'American Physiological Society, abbreviata come APS, è un'associazione professionale senza scopo di lucro i cui membri sono dei fisiologi. Conta quasi 10.000 membri, la maggior parte dei quali ha un dottorato di ricerca in medicina, fisiologia o altre professioni sanitarie. La sua missione è sostenere la ricerca scientifica e l'istruzione nelle scienze fisiologiche.
La società pubblica 16 riviste sottoposte a revisione paritaria, sponsorizza conferenze scientifiche e premi per promuovere questa missione.

## Governance
Dalla sua fondazione nel 1887, l'APS fu retta da 93 presidenti, a partire dal fondatore Henry Bowditch fino all'attuale presidente Linda C. Samuelson. L'APS è governata da un consiglio eletto composto dal presidente, dal presidente eletto, dal presidente uscente e da nove consiglieri.
La gestione degli affari della società è responsabilità di un direttore esecutivo a tempo pieno, nominato dal consiglio e responsabile nei confronti di quest'ultimo. La società ha uno staff e uffici a Rockville, nel Maryland. Svolge le sue attività in base a uno statuto e a un regolamento, come indicato nella Guida operativa della società. In quanto organizzazione scientifica senza scopo di lucro, la società è esente da imposte. L'organizzazione è gestita dal direttore esecutivo Scott Steen.

## Storia ed attività
L'American Physiological Society fu fondata nel 1887 con 28 membri. Di questi, 21 erano laureati in medicina, ma solo 12 avevano studiato in istituti con un professore di fisiologia.
L'American Physiological Society fu fondata in un'epoca in cui negli Stati Uniti esistevano pochissimi laboratori di fisiologia e pochi ricercatori. La neocostituita associazione fu una delle prime società nazionali attive nel campo delle scienze, la prima nel campo delle scienze biomediche e probabilmente la prima a richiedere ai propri membri di pubblicare ricerche originali.
Lo scopo dichiarato della società era quello di promuovere il progresso della fisiologia e di facilitare il dialogo tra i fisiologi americani. Si fece uno sforzo consapevole per garantire la rappresentanza di tutte le aree della fisiologia, che comprendeva argomenti diversi come la neurologia, la psicologia, l'oftalmologia, la patologia e la terapia, nonché la fisiologia vegetale e la biologia animale.
L'APS riconosce cinque fisiologi come suoi fondatori: Henry Pickering Bowditch, Silas Weir Mitchell e Henry Newell Martin firmarono insieme la lettera originale indirizzata ai ricercatori attivi nel campo della fisiologia, invitandoli a far parte della nuova società, mentre John Green Curtis e Russell Henry Chittenden fornirono il primo supporto organizzativo. La riunione organizzativa per la fondazione della società si tenne il 30 dicembre 1887 nel laboratorio di Curtis alla Columbia University e vi parteciparono diciassette persone.
La società aveva 28 membri fondatori. La prima riunione ordinaria dell'APS si svolse nel settembre 1888 a Washington, con presentazioni di documenti e dimostrazioni.
Nei suoi primi anni di vita l'APS servì un settore giovane con relativamente pochi ricercatori dedicati: quindi, i suoi sforzi furono orientati nella direzione del progresso dell'insegnamento e della ricerca. I membri dell'APS collaborarono alla stesura di un libro di testo di fisiologia e nel 1898 lanciarono una rivista, l'American Journal of Physiology. Con la maturazione del campo della fisiologia, la società ampliò il numero dei suoi membri.
L'APS moderna sponsorizza molti premi, tra cui il Horace W. Davenport Distinguished Lecturer, il Walter B. Cannon Award,, l'Arthur C. Guyton Award e l'Henry Pickering Bowditch Award.
La prima donna ispanica a ricoprire la carica di presidente è stata Patricia E. Molina.

## Pubblicazioni
L'American Physiological Society pubblica riviste e libri mediante la propria casa editrice senza scopo di lucro.
In particolare, pubblica 16 riviste accademiche sottoposte a revisione paritaria, che trattano aspetti specialistici della fisiologia. Dieci di queste riviste sono pubblicate due volte al mese. In totale, l'APS pubblica circa 3.100 articoli peer-reviewed originali all'anno, per un totale di circa 32.000 pagine all'anno.
- Function: è una rivista ad accesso aperto che pubblica articoli originali che contribuiscono a definire la base meccanicistica dei sistemi viventi nella salute e nella malattia e ad ampliare gli aspetti fisiologici della funzioni biologiche;
- The American Journal of Physiology - Cell Physiology: è dedicato ad approcci innovativi allo studio della fisiologia cellulare e molecolare;
- The American Journal of Physiology - Endocrinology and Metabolism: pubblica studi meccanicistici originali sulla fisiologia dei sistemi endocrini e metabolici;
- The American Journal of Physiology – Gastrointestinal and Liver Physiology: pubblica articoli originali relativi a tutti gli aspetti della ricerca che riguardano la funzione del tratto gastrointestinale, del sistema epatobiliare e del pancreas;
- The American Journal of Physiology – Heart and Circulatory Physiology: descrive la fisiologia del cuore, dei vasi sanguigni e dei linfatici, compresi gli studi sperimentali e teorici della funzione cardiovascolare a tutti i livelli. L'attuale caporedattore è Merry Lindsey;
- The American Journal of Physiology – Lung Cellular and Molecular Physiology: tratta gli aspetti molecolari, cellulari e integrativi della funzione normale e anormale delle cellule e dei componenti dell'apparato respiratorio;
- The American Journal of Physiology – Regulatory, Integrative and Comparative Physiology: si occupa della regolazione e dell'integrazione dei meccanismi fisiologici a tutti i livelli delle strutture biologiche, dalle molecole agli esseri umani;
- The American Journal of Physiology – Renal Physiology: è dedicato a una vasta gamma di argomenti relativi ai reni, alle vie urinarie e alle rispettive cellule e al sistema vascolare;
- The American Journal of Physiology – Consolidated: è pubblicato in due volumi mensili e include circa 2.600 articoli all'anno. Questa rivista comprende le sette riviste dell'APS sopra descritte;
- Physiological Genomics: pubblica i risultati di un'ampia varietà di studi sperimentali e computazionali sui sistemi umani e su modelli per collegare i geni alle funzioni fisiologiche;
- Journal of Applied Physiology: si occupa di ricerca in fisiologia applicata, in particolare dei meccanismi adattativi e integrativi;
- Journal of Neurophysiology: include articoli su tutti i livelli di funzionamento del sistema nervoso, dalla membrana e dalla cellula ai sistemi e al comportamento;
- Physiological Reviews: tematizza questioni attuali nelle scienze fisiologiche e biomediche;
- Physiology: pubblica articoli di revisione scritti da leader nei propri campi;
- Advances in Physiology Education: promuove l'attività educativa al fine di migliorare l'insegnamento e l'apprendimento della fisiologia, delle neuroscienze e della fisiopatologia;
- The Physiologist Magazine: è la rivista dei membri dell'American Physiological Society, presenta articoli sugli affari e gli annunci della società, nonché articoli di importanza per la professione odierna;
- APS Legacy Content: risale al primo numero di ciascuna delle riviste APS dal 1898 al 1996-1998, a seconda della rivista. Include la prima rivista APS nel 1898, l'American Journal of Physiology, ed è disponibile solo online;
- Physiological Reports: è una collaborazione tra The Physiological Society e l'American Physiological Society. Si tratta di una rivista online ad accesso libero che pubblica ricerche sottoposte a sottoposta a revisione paritaria in tutti i settori della fisiologia di base, traslazionale e clinica e nelle discipline affini;
- Comprehensive Physiology: è una pubblicazione online che include i contenuti completi della serie editoriale intitolata Handbook of Physiology. Viene continuamente ampliata attraverso aggiornamenti trimestrali e diretta da un comitato editoriale consultivo. È pubblicata dalla Wiley-Blackwellper conto dell'American Physiological Society.

## Sezioni
I membri possono affiliarsi a una delle dodici sezioni disciplinari composte da colleghi che condividono un interesse comune.
Le sezioni sono: cardiovascolare, fisiologia cellulare e molecolare, sistema nervoso centrale, fisiologia comparata ed evolutiva, endocrinologia e metabolismo, fisiologia ambientale e dell'esercizio fisico, fisiologia gastrointestinale ed epatica, controllo neurale e regolazione autonomica, fisiologia renale, respirazione, insegnamento della fisiologia e omeostasi idrica ed elettrolitica.
A ciascun membro viene chiesto di designare un'affiliazione primaria e due secondarie. Le sezioni hanno una propria governance interna.

## Iscrizione
L'APS ha diverse categorie di membri.
L'iscrizione regolare è per le persone che conducono ricerche originali nel campo della fisiologia.
L'iscrizione come affiliato è per le persone interessate alla fisiologia ma che non danno evidenze di una qualche attività accademica.
L'iscrizione come studente laureato è per qualsiasi studente impegnato in studi di fisiologia che culmineranno in un dottorato.
L'iscrizione come studente universitario è per le persone che stanno conseguendo una laurea triennale che porterà a un lavoro in fisiologia o in un campo correlato.

## Comitati
L'American Physiological Society offre ai propri membri l'opportunità di essere coinvolti nella società mediante il servizio nei suoi vari comitati.
I comitati sono: Cura e sperimentazione sugli animali, Premi, Opportunità di carriera in fisiologia, Comitato consultivo di sezione, Comitato sui comitati, Comunicazioni, Conferenze, Premio Daggs, Istruzione, Finanza, Fisiologia internazionale, Programma congiunto, Fisiologi nell'industria, Iscrizione, Diversità/equità/inclusione, Affari pubblici, Pubblicazioni, Consulenza di sezione, Fisiologi senior, Consulenza per tirocinanti e Donne in fisiologia.

## Incontri
L'American Physiological Society sponsorizza ogni anno una serie di riunioni scientifiche.
La riunione annuale dell'APS, chiamata Experimental Biology, è condotta congiuntamente con altre società membri della FASEB. Oltre alla riunione annuale, si tengono anche conferenze specialistiche dell'APS incentrate su aree specifiche della ricerca fisiologica.
L'incontro annuale di primavera, Experimental Biology, è organizzato in collaborazione con altre società biomediche. Questo incontro multidisciplinare, biomedico e scientifico, che coinvolge diverse società, prevede lezioni di premiazione e plenarie, simposi, sessioni orali, un centro di collocamento e un'esposizione di attrezzature, forniture e pubblicazioni scientifiche.